# Shamawd Chambers
Shamawd Chambers (Toronto, 10 marzo 1989) è un ex giocatore di football americano canadese, che ha giocato come wide receiver.
Dopo aver giocato per la squadra universitaria degli Wilfrid Laurier Golden Hawks, è draftato nel 2012 dagli Edmonton Eskimos con la sesta scelta assoluta. Nel 2016 passa ai Saskatchewan Roughriders, per tornare l'anno successivo agli Eskimos e in seguito andare a giocare per gli Hamilton Tiger-Cats.

## Palmarès
- 1 Grey Cup (Edmonton Eskimos: 2015)